# Yonfan
Yonfan est un réalisateur hongkongais né en 1947 à Wuhan.

## Filmographie
- 1984 : Shao nu ri ji
- 1985 : Mei gui di gu shi
- 1986 : Hoi seung fa
- 1987 : Yi luan qing mi
- 1988 : Liu jin sui yue
- 1990 : Zhu fu
- 1994 : In Between (新同居時代, Xīn tóngjū shídài)
- 1995 : Bugis Street (妖街皇后, Yāo jiē huánghòu)
- 1998 : Bishonen (美少年之戀, Měishàonián zhī liàn)
- 2001 : Peony Pavilion (遊園驚夢 , Yóuyuán jīng mèng)
- 2003 : Breaking the Willow
- 2004 : Colour Blossoms (桃色, Toh sik)
- 2009 : Prince of Tears (淚王子, Lei wangzi)
- 2013 : Venice 70: Future Reloaded
- 2019 : No.7 Cherry Lane

## Récompense
- Mostra de Venise 2019 : Prix du meilleur scénario pour No.7 Cherry Lane